# 铁木儿不花 (宣宁王)
铁木儿不花（?—?），又作帖木儿不花（帖木儿不华）。元朝大臣，蒙古族人。
元成宗时，任通政院使兼武备卿。大德十一年（1307年），元武宗即位，任知枢密院事。奉命以汉军万人，别立一卫，来完备五卫之制，遥授为左丞相。至大元年（1308年），加录军国重事。至大三年（1310年），任知枢密院事。至大四年（1311年），元仁宗立，罢尚书省，铁木儿不花奉仁宗命，与中书右丞相塔思不花审理尚书省丞相脱虎脱及三宝奴等变乱之事。受封宣宁王。改任宗正札鲁花赤。延祐六年（1319年），为御史大夫。延祐七年（1320年），元英宗即位，复知枢密院事。至治元年（1321年），因为军士贫乏，奉诏整治军政。元顺帝元统三年（1335年），再为御史大夫，加银青光禄大夫。至元二年（1336年），升任中书省平章政事。至元六年（1340年），元顺帝以脱脱为右丞相，铁木儿不花为中书左丞相，并录军国重事。元顺帝称他为嘉绩著闻。